# ドルフィン (レストラン)
ドルフィンは、神奈川県横浜市中区にあるレストランである。松任谷由実の楽曲『海を見ていた午後』でこの店の情景が歌われたことから、「ユーミンの聖地」として知られるようになった。

## 歴史
1969年、絵物語作家の山川惣治により開店。実質的な経営は次男が行っていた。当初は白壁の平屋建てであり、1982年に2階建てに建て替えられた。その際の金銭上の理由により、山川は経営から退いている。現在の経営元は金田総合グループ。
後述の『海を見ていた午後』の歌詞では「山手のドルフィン」と歌われているが、最寄駅は根岸駅で、根岸森林公園に向かう不動坂を登りきったところにある。西洋館の立ち並ぶ山手の街並みからは離れている。路線バスでは根岸駅のほか横浜駅・伊勢佐木町から根岸台行き(103系統)、桜木町駅・元町から市電保存館行き(21系統)の横浜市営バスで、いずれも「旭台」下車。

## ユーミンの聖地として
開店から数年後。ある女子高生が友人に連れられこの店を訪れた。やがてこの少女は八王子から電車に乗って一人で訪れるようになり、ランチタイムから夕暮れまでこの店で過ごした。店内に飾られた山川による冒険活劇のペン画も、美術大学を目指していた彼女の感性を刺激したようである。この少女こそ、のちにシンガーソングライターとして一時代を築く荒井由実である。
荒井は1974年リリースのアルバム『MISSLIM』収録曲の『海を見ていた午後』でこの店の情景を歌ったことから「ユーミンの聖地」として多くのファンが訪れるようになった。歌詞に「ソーダ水の中を貨物船が通る」とあることから、店ではソーダ水「ドルフィンソーダ」をメニューに加えた。曲の発表以前はメニューになかった品で、曲をイメージしたメロンソーダにイルカをかたどったオレンジが添えられている。1980年代末期のバブル景気の頃には、土日の夜にはこの店を目指して、しばしば「ドルフィン渋滞」も起きた。
現在では、「ドルフィンソーダ」または、同様に曲をイメージしたカクテル「海を見ていた午後」の注文があると、店内BGMに「海を見ていた午後」の曲がかかる。高台にあり、周囲にマンションが増えたものの眼下にはコンビナート越しに根岸湾が広がる。歌詞には「遠く三浦岬が見える」とあるが、晴れた午後には位置関係的に房総半島の眺望が良好である。眼下の海には、時折カモメが飛んでいたり、貨物船が通る。